# Jon Sundvold
Jon Thomas "Sunny" Sundvold (ur. 2 lipca 1961 w Sioux Falls) – amerykański koszykarz, obrońca, wicemistrz świata z 1982 roku, specjalista od rzutów za 3 punkty.

## Osiągnięcia
NCAA
- 4–krotny mistrz konferencji Big 8[2]
- Wybrany do:
  - II składu All-American (1983)[3]
  - University of Missouri Athletics Hall of Fame (1990)
  - składu University of Missouri Basketball All-Century

NBA
- Lider NBA w skuteczności rzutów za 3 punkty (1989)[4]
- 2–krotny uczestnik konkursu rzutów za trzy punkty organizowanego przy okazji NBA All-Star Weekend (1989, 1990)[5]

Reprezentacja
- wicemistrz świata (1982)[1]